# Конвой PQ 2
Конвой PQ 2 (англ. Convoy PQ 2) — арктичний конвой транспортних і допоміжних суден у кількості 6 одиниць, який у супроводженні союзних кораблів ескорту прямував від берегів Ісландії до радянських портів Мурманськ та Архангельськ. 13 жовтня 1941 року конвой вийшов з Ліверпуля та без подій прибув до Архангельська 30 жовтня.

## Кораблі та судна конвою PQ 2

### Транспортні судна
Позначення
| Назва                | Прапор          | Тоннаж (GRT) | Прим.                                                            |
| -------------------- | --------------- | ------------ | ---------------------------------------------------------------- |
| Empire Baffin (1941) | Велика Британія | 6 978        |                                                                  |
| Harpalion (1932)     | Велика Британія | 5 486        |                                                                  |
| Hartlebury (1934)    | Велика Британія | 5 082        |                                                                  |
| Kheti (1927)         | Велика Британія | 2 734        | Транспорт боєприпасів; далі Скапа-Флоу не пройшов з конвоєм PQ 2 |
| Orient City (1940)   | Велика Британія | 5 095        |                                                                  |
| Queen City (1924)    | Велика Британія | 4 814        |                                                                  |
| Temple Arch (1940)   | Велика Британія | 5 138        |                                                                  |

### Кораблі ескорту
| Кораблі безпосереднього ескорту                       |                                         |                                    |                                     |
| «Брамбл»                                              | Військово-морські сили Великої Британії | тральщик типу «Гальсіон»           | 17-30 жовтня                        |
| «Екліпс»                                              | Військово-морські сили Великої Британії | ескадрений міноносець типу «E»     | 17-30 жовтня                        |
| «Госсамер»                                            | Військово-морські сили Великої Британії | тральщик типу «Гальсіон»           | 29-30 жовтня                        |
| «Гусар»                                               | Військово-морські сили Великої Британії | тральщик типу «Гальсіон»           | 29-30 жовтня                        |
| «Ікарус»                                              | Військово-морські сили Великої Британії | ескадрений міноносець типу «I»     | 17-30 жовтня                        |
| «Леда»                                                | Військово-морські сили Великої Британії | тральщик типу «Гальсіон»           | 29-30 жовтня                        |
| «Норфолк»                                             | Військово-морські сили Великої Британії | Важкий крейсер типу «Каунті»       | 18-30 жовтня; флагманський корабель |
| «Сігал»                                               | Військово-морські сили Великої Британії | тральщик типу «Гальсіон»           | 14-30 жовтня                        |
| «Спіді»                                               | Військово-морські сили Великої Британії | тральщик типу «Гальсіон»           | 14-30 жовтня                        |
| Група Північного флоту СРСР, що супроводжувала конвой |                                         |                                    |                                     |
| «Куйбишев»                                            | Військово-морський флот СРСР            | Ескадрений міноносець типу «Новик» | 29-30 жовтня                        |
| «Урицький»                                            | Військово-морський флот СРСР            | Ескадрений міноносець типу «Орфей» | 29-30 жовтня                        |